# Diplodasys pacificus
Diplodasys pacificus is een buikharige uit de familie Thaumastodermatidae. Het dier komt uit het geslacht Diplodasys. Diplodasys pacificus werd in 1974 voor het eerst wetenschappelijk beschreven door Schmidt. 